# عبد الرحمن خليل
عبد الرحمن خليل (30 أبريل 1990-) لاعب كرة قدم مصري، لعب سابقاً في نادي قلالي البحريني و نادي الوطني السعودي و نادي منية سمنود و نادي الحجاز و نادي الشرق و نادي كميت.